# Xuxa Meneghel (programa de televisão)
Xuxa Meneghel foi um programa de auditório brasileiro que foi produzido e exibido pela Record, em parceria com a produtora Casablanca. Era apresentado por Xuxa Meneghel, nas noites de segunda-feira, e foi transmitido entre 17 de agosto de 2015 e 19 de dezembro de 2016, com o especial "XuChá". Originalmente o programa ganharia uma nova temporada em 2017, porém a emissora e apresentadora decidiram finalizá-lo para poder focar no novo projeto, Dancing Brasil.

## História
Considerada a maior contratação da história da Record, após 29 anos de TV Globo, e longe da televisão há um ano, a apresentadora Xuxa Meneghel, estreou seu novo programa no dia 17 de agosto de 2015, no horário nobre, ao vivo, logo após o Jornal da Record, sob a direção de Mariozinho Vaz.
Inicialmente transmitido ao vivo, nas noites de segunda-feira, direto do complexo RecNov, no Rio de Janeiro, o programa Xuxa Meneghel, inspirado no The Ellen DeGeneres Show, talk show exibido nos Estados Unidos pela CBS — mescla entretenimento, diversão, emoção, humor, atrações musicais, entrevistas, games e reportagens.
No palco, Xuxa recebeu, a cada programa, um ou dois convidados. Em 2015, o programa realizou o Concurso A Nova Prometida, que escolheu uma atriz para a novela bíblica da Record, A Terra Prometida. A atriz Louise Marrie foi a vencedora do concurso.
Em janeiro de 2016, foi noticiado que a Record contratou um diretor para editar tudo o que for "chulo, vulgar e imoral" em relação a igreja. Esta edição passou a ser vista pela imprensa como uma forma de "censura" e que a emissora estaria insatisfeita com excesso de referências sexuais e o desempenho do programa no mercado publicitário.
Após uma pausa, voltou a ser transmitido em 11 de janeiro de 2016, desta vez, com direção geral de Ignácio Coqueiro. No dia 14 de setembro foi apresentado por Rodrigo Faro, Marcos Mion e Ticiane Pinheiro, pois Xuxa não teve condições de apresentar a atração, por conta da morte do seu irmão Cirano Rojabaglia.
No dia 23 de novembro, o programa passou a ser produzido pela produtora Cygnus Media, de Patrick Siaretta e Carla Affonso. Em janeiro de 2016, o programa passou a ser produzido pela produtora Casablanca. No mesmo mês, o diretor Mariozinho Vaz deixa a direção do programa. A partir de então, Xuxa Meneghel passou a ter a direção geral de Ignácio Coqueiro e direção de Blad Meneghel, Patrícia Guimarães e Thamara Cumplido.

## Quadros
- Batalha de Dublagens
- Camaxutra
- Cansei, Dancei
- Conto de Fadas
- Donos de Estimação
- Momento do Bem
- Olimpíadas do Bem
- Qual É a Mímica?
- Toc Toc
- Você É uma Diva
- Xelfie

## Exibição

### Classificação indicativa
Em novembro de 2015, foi publicado no Diário Oficial da União que através do Sistema de Classificação Indicativa Brasileiro, o rótulo do programa seria alterado de "Livre" para "impróprio para menores de 12 anos" (restrito para crianças). O Ministério da Justiça afirmou que o programa possui "linguagem imprópria" para esta faixa etária. A Record já sugeria esta classificação, usando o selo "12" anos com o Ministério da Justiça indicando que deveria ser "Livre". Daniel Castro do site Notícias da TV afirmou que é "fato que seu programa, um talk show, é dirigido para um público adulto, os ex-baixinhos. Na atração, ela discute temas como assédio sexual, fama e religião. Eventualmente, Xuxa fala alguma expressão de conotação sexual."

## Recepção
Patrícia Kogut do site O Globo disse que a estreia de Xuxa na Record foi "sem grandes novidades." Mauricio Stycer em revisão para o Blog Os Fera.uol disse que "Xuxa estreia sem assunto, mas com boas piadas de Twitter e ataque à Globo (...) é possível dizer que, com exceção da sonoplastia, sofrível, e de falhas de enquadramento, aceitáveis ao vivo, nenhum grande erro ocorreu. Os problemas que chamaram a atenção na estreia foram de outra ordem: falta de ideias e pobreza de assuntos." A jornalista Luciana Liviero elogiou a edição do making of mas criticou a roupa, a qualidade do áudio e os fãs da Xuxa na plateia.
Flávio Ricco criticou o programa na sua revisão para o TV E Famosos dizendo: "Não adianta querer enganar: Xuxa ainda não tem um programa na Record (...) Pessoas próximas da Xuxa e os seus fãs mais apaixonados têm se queixado da Record, com reclamações que vão desde condições de trabalho oferecidas à falta de um maior número de chamadas. O que está faltando, de verdade mesmo, é um bom programa. (...) Desde que chegou à Record, saindo de uma situação não tão confortável da Globo, Xuxa recebeu total liberdade para fazer o que bem entendia. (...) Já foram vários os desfalques na sua equipe e o que foi exibido até aqui está longe de ser alguma coisa que atraia a atenção do público." O crítico de TV José Armando Vanucci disse que a "Xuxa é uma comunicadora, ela supera a ‘apresentadora’, mas ainda não há uma química dela com a Record. A plateia dela não tá na Record, infelizmente."

### Audiência
Xuxa Meneghel estreou na vice-liderança isolada, fechando com 11,4 pontos de média; 13,3 de pico e 19% de share, contra 6,0 do SBT, que caiu 23% no horário. A estreia de Xuxa fez a audiência da emissora crescer 84% na faixa, em relação às quatro segundas-feiras anteriores.[carece de fontes?]
Mas ao decorrer das edições o programa "Xuxa Meneghel" foi decaindo na audiência, marcando médias entre 6 a 8 pontos de média com picos de 11 pontos em algumas ocasiões, sendo assim, dificilmente atingia a Vice-liderança absoluta e apenas na estréia atingiu a Vice-liderança.

## Prêmios e indicações
| Ano  | Prêmio          | Categoria                      | Indicado      | Resultado | Ref.                |
| ---- | --------------- | ------------------------------ | ------------- | --------- | ------------------- |
| 2016 | Troféu Internet | Melhor Apresentadoras infantis | Xuxa          | Indicado  | [carece de fontes?] |
| 2016 | Troféu Internet | Programa de Auditório          | Xuxa Meneghel | Indicado  | [carece de fontes?] |